# 唐咀水下遗址
唐咀水下遗址，位于巢湖市烔炀镇唐咀村。上世纪末，常有唐咀村居民向文物部门反应巢湖湖边、河床上能捡拾到陶片、古钱。2001年12月，考古工作者在寻找隋代窑址时发现唐咀水下遗址。2003年初，专家确认唐咀水下遗址是一处汉代遗址，可能与“陷巢州，长庐州”的传说有关。2010年被列为巢湖市文物保护单位。